# Polygonum popovii
Polygonum popovii là một loài thực vật có hoa trong họ Rau răm. Loài này được Borodina miêu tả khoa học đầu tiên năm 1989.